# Most Nowohucki w Krakowie
Most Nowohucki (nazywany także mostem w Łęgu) – most w Krakowie na Wiśle, leżący w ciągu ul. Nowohuckiej. Ma 281,2 metra długości i około 18,9 metrów szerokości. Jest mostem czteroprzęsłowym konstrukcji złożonej z blachownicowych belek stalowych. Zaprojektowany przez Józefa Szulca, został wybudowany w latach 1950–1951 na potrzeby nowo powstałej dzielnicy Nowa Huta. W bliskim sąsiedztwie mostu znajduje się Elektrociepłownia Kraków–Łęg. Na moście w każdym kierunku prowadzą po 2 pasy ruchu samochodowego oraz chodniki dla pieszych. W 1986 roku rozbudowano go poszerzając według projektu Andrzeja Sobonia.